# Aboudé
Aboudé  è una città e sottoprefettura della Costa d'Avorio appartenente al dipartimento di Agboville. Conta una popolazione di 28 315 abitanti (censimento 2021).